# Geranomyia bicincta angusticincta
Geranomyia bicincta angusticincta is een ondersoort van de tweevleugelige Geranomyia bicincta uit de familie steltmuggen (Limoniidae). De soort komt voor in het Neotropisch gebied.